# Észt labdarúgó-szövetség
Az Észt labdarúgó-szövetség (észtül: Eesti Jalgpalli Liit EJL). Észtország nemzeti labdarúgó-szövetsége. 1934-ben alapították. A szövetség szervezi az Észt labdarúgó-bajnokságot, valamint az Észt kupát. Működteti az Észt labdarúgó-válogatottat, valamint az Észt női labdarúgó-válogatottat. Székhelye Tallinnban található.

## Történelme
Az Észt Labdarúgó-szövetséget 1921 december 14-én alapították. 1923-ban a FIFA, 1992-ben pedig az UEFA tagjai lettek.